# Mont Sylvio-Lacharité
 (juin 2018).
Si vous disposez d'ouvrages ou d'articles de référence ou si vous connaissez des sites web de qualité traitant du thème abordé ici, merci de compléter l'article en donnant les références utiles à sa vérifiabilité et en les liant à la section « Notes et références ».
Le mont Sylvio-Lacharité est un sommet culminant à 545 m d'altitude. Il est situé  au Québec, dans la région administrative de l’Estrie, plus précisément dans la municipalité de Stukely-Sud.

## Toponymie
Ce mont est nommé en l'honneur du chef d'orchestre Sylvio Lacharité.

## Géographie

### Situation, topographie
S'élevant entre 545 m et 600 m d'altitude, ce mont se situe juste à l'ouest du parc national du Mont-Orford, au nord-ouest de Magog et au nord-est du lac Orford.
Entre le mont Orford et le mont Sylvio-Lacharité s'écoule le ruisseau Des Chênes. 

### Faune et flore
Le mont se trouve dans un environnement forestier, principalement couvert de feuillus. Le secteur fait partie de la zone de végétation tempérée nordique.

## Activités

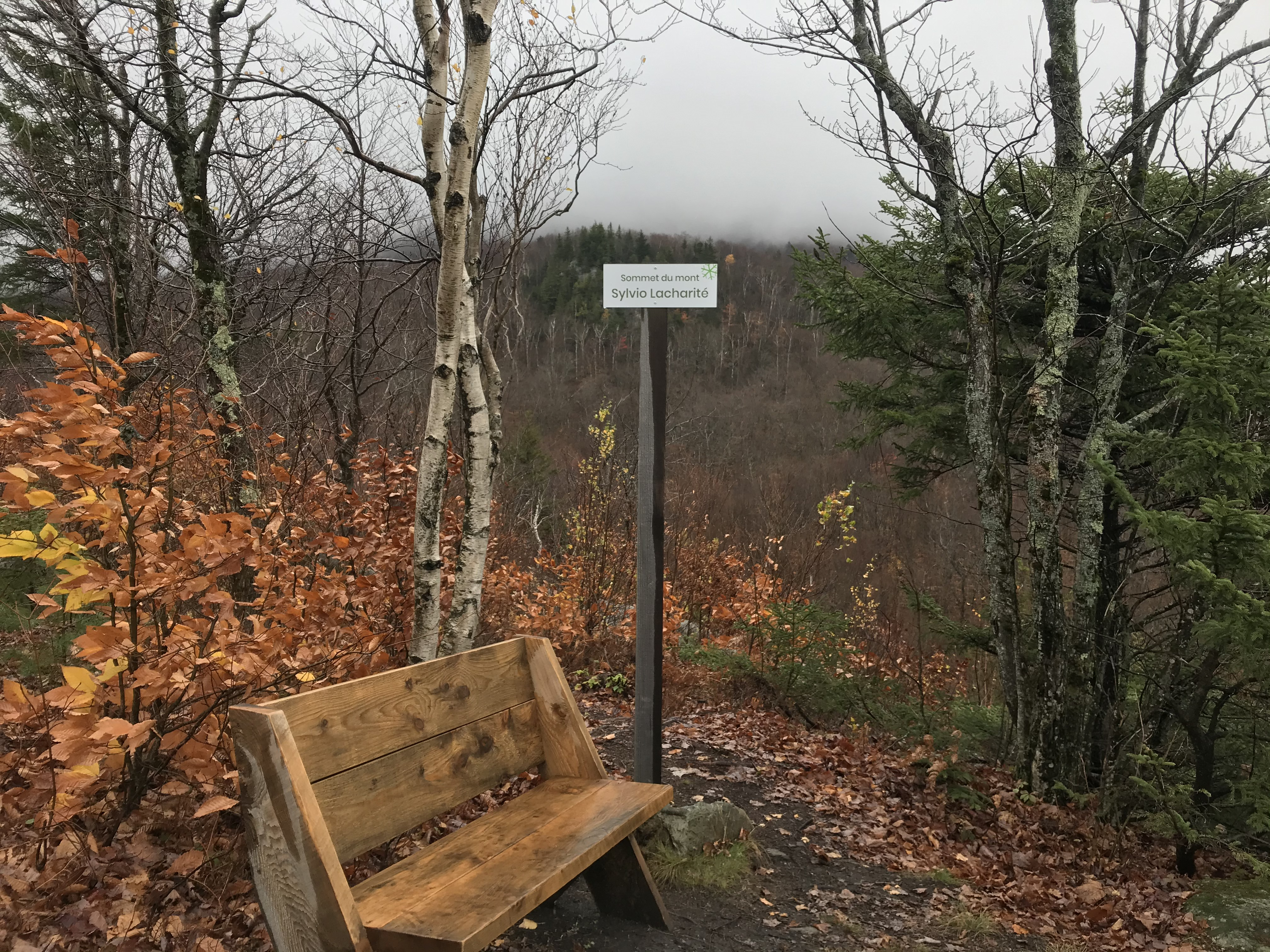
Sommet du mont Sylvio-Lacharité.

Des sentiers de randonnée pédestre, de raquette, de ski de fond et de vélo de montagne sont présents sur la montagne sur des terrains privés appartenant au projet d'habitations écotouristiques Le Vertendre.